# Dajr Sunajd
Dajr Sunajd (arab. دير سنيد) – nieistniejąca już arabska wieś, która była położona w Dystrykcie Gazy w Mandacie Palestyny. Wieś została wyludniona i zniszczona podczas I wojny izraelsko-arabskiej, po ataku Sił Obronnych Izraela w dniu 30 października 1948.

## Położenie
Dajr Sunajd leżała na północno skraju pustyni Negew, w odległości 12 kilometrów na północny wschód od miasta Gaza. Według danych z 1945 do wsi należały ziemie o powierzchni 6 081 ha. We wsi mieszkało wówczas 730 osób.
| własność gruntów | powierzchnia gruntów (hektary) |
| ---------------- | ------------------------------ |
| Arabowie         | 5089                           |
| Żydzi            | 483                            |
| publiczne        | 509                            |
| Razem            | 6081                           |

| Rodzaj użytkowanych gruntów | Arabowie (hektary) | Żydzi (hektary) |
| --------------------------- | ------------------ | --------------- |
| uprawy cytrusów             | 158                | 0               |
| uprawy nawadniane           | 512                | 0               |
| uprawy zbóż                 | 4380               | 483             |
| nieużytki                   | 535                | 0               |
| zabudowane                  | 13                 | 0               |

## Historia
W 1596 Dajr Sunajd była małą wsią, której populacja liczyła 66 osób. Mieszkańcy wsi płacili podatki pszenicą, jęczmieniem, owocami, oraz hodowlą kóz i ulami.
W okresie panowania Brytyjczyków Dajr Sunajd była niewielką wsią. W 1945 otworzono szkołę podstawową dla chłopców, w której uczyło się 63 uczniów.
Podczas I wojny izraelsko-arabskiej w maju 1948 wieś zajęły wojska egipskie. Podczas operacji Jo’aw 21 października wieś przejściowo zajęli Izraelczycy. Uciekli wówczas wszyscy jej mieszkańcy. W dniu 30 października do wsi ponownie wkroczyli izraelscy żołnierze. Zniszczono wówczas wszystkie domy.

## Miejsce obecnie
Na gruntach należących do Dajr Sunajd powstał w 1982 moszaw Netiw ha-Asara.
Palestyński historyk Walid Chalidi, tak opisał pozostałości wioski Dajr Sunajd: „Z Dajr Sunajd pozostał jedynie most kolejowy, niewykorzystywane segmenty torów i trzy budynki dworca kolejowego. Kamienny most został zbudowany nad wadi, i posiada cztery szerokie przepusty. Budynki dworca są opuszczone, w stanie rozpadu”.